# Черкасский район
Черка́сский райо́н (укр. Черкаський район) — административная единица на востоке Черкасской области Украины. Административный центр — город Черкассы.

## География

### Расположение
Площадь — 6878 км². 
Граничит с Звенигородским районом и Золотоношским районом.

### Гидрография
По территории района протекают реки Днепр, Ирдынь, Ирдынька, Тясмин. В районе расположен Черкасский лес, а также Ирдынское болото.

## История
Район образован в УССР в 1923 году.
17 июля 2020 года в результате административно-территориальной реформы район был укрупнён, в его состав вошли территории:
- Черкасского района,
- Городищенского района (его часть — Городищенская городская и Млиевская сельская общины)
- Каменского района,
- Каневского района,
- Корсунь-Шевченковского района (частично),
- Смелянского района,
- Чигиринского района,
- а также городов областного значения Черкассы, Канев и Смела.

## Население
Численность населения района в укрупнённых границах — 602,6 тыс. человек.
Численность населения района в границах до 17 июля 2020 года по состоянию на 1 января 2020 года — 73 883 человека, из них городского населения — 762 человека (пгт Ирдынь), сельского — 73 121 человек.

## Административное устройство
Район в укрупнённых границах с 17 июля 2020 года делится на 26 территориальных общин (громад), в том числе 7 городских и 19 сельских общин (в скобках — их административные центры):
- Городские:
  - Черкасская городская община (город Черкассы),
  - Городищенская городская община (город Городище),
  - Каменская городская община (город Каменка),
  - Каневская городская община (город Канев),
  - Корсунь-Шевченковская городская община (город Корсунь-Шевченковский),
  - Смелянская городская община[укр.] (город Смела),
  - Чигиринская городская община (город Чигирин);
- Сельские:
  - Балаклейская сельская община (село Балаклея),
  - Березняковская сельская община (село Березняки),
  - Белозорская сельская община (село Белозорье),
  - Бобрицкая сельская община (село Бобрица),
  - Будищенская сельская община (село Будище),
  - Леськовская сельская община (село Леськи),
  - Леплявская сельская община (село Лепляво),
  - Медведевская сельская община (село Медведевка),
  - Михайловская сельская община (село Михайловка),
  - Млиевская сельская община (село Млиев),
  - Мошновская сельская община[укр.] (село Мошны),
  - Набутовская сельская община (село Набутов),
  - Ротмистровская сельская община (село Ротмистровка),
  - Русскополянская сельская община (село Русская Поляна),
  - Сагуновская сельская община (село Сагуновка),
  - Степанецкая сельская община[укр.] (село Степанцы),
  - Степанковская сельская община (село Степанки),
  - Терновская сельская община (село Терновка),
  - Червонослободская сельская община (село Червоная Слобода).

## Археология
- У села Межирич находится Межиричская стоянка[укр.] охотников на мамонтов позднего палеолита. На одном из бивней мамонта с Межиричской стоянки изображена примитивная схема местности, состоящая из семи рядов изображений. Возможно, это самая древняя карта, найденная на территории Украины[7]
- Мартыновский клад
- Городище лука-райковецкой культуры Монастырёк объединяется в одну группу с древлянскими памятниками Житомирского Полесья[8] и гибнет в X веке синхронно с древлянским Искоростенем[9][10][11]. Найденные на городище Монастырёк и в курганах Гнёздова луннические височные кольца «нитранского типа» свидетельствуют о знакомстве днепровских мастеров с великоморавской ювелирной традицией[12]
- В Бабичах в средневековых захоронениях со снаряжением всадников найдены изделия субботцевского типа[13]
- Трахтемировское городище